# Fourmi chercheuse d'or
 (janvier 2019).

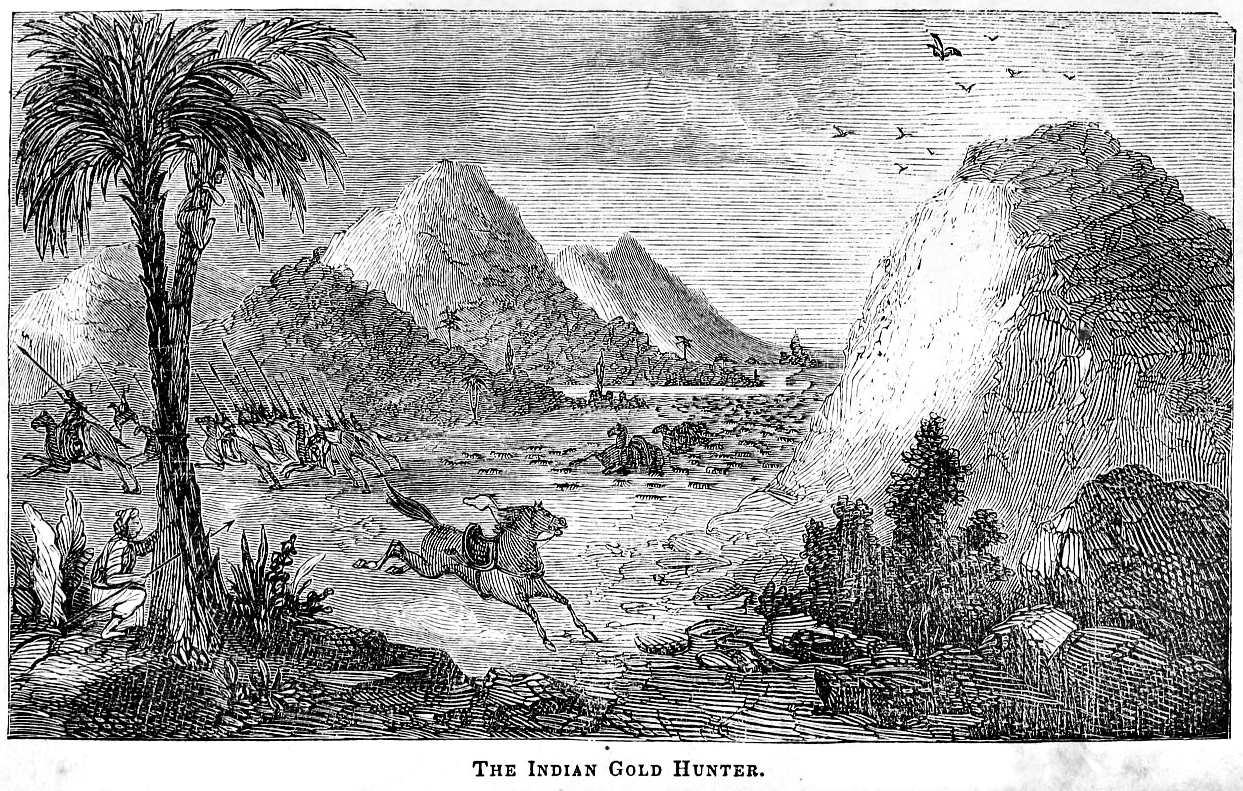
The Indian Gold Hunters, illustration de History of Darius the Great de Jacob Abbott (1854), représentant des fourmis chercheuses d'or.

Les fourmis chercheuses d'or sont des insectes mythiques décrits par certains auteurs, de l'Antiquité à l'époque moderne, qui extrairaient de l'or en creusant le sol. Hérodote prétend que ces fourmis se trouvent en Inde.

## Récits légendaires
Dans ses Histoires, Hérodote décrit une espèce de fourmi à fourrure de la taille d'un chien ou d'un renard, vivant dans l'une des provinces orientales de l'empire perse, une région sablonneuse. Ces fourmis, en creusant leurs fourmilières, déterrent du sable contenant de l'or. Les habitants de la province allaient récupérer l'or déterré. Le roi perse possédait plusieurs de ces fourmis que des chasseurs avaient capturé.
Le Liber monstrorum, catalogue de peuples et créatures légendaires anonyme du VIIIe siècle, les localise sur une île indéterminée :

« Entre autres choses vaines qu'ils prétendent, ils prétendent qu'il y a des fourmis sur une certaine île, et prétendent qu'elles ont six pieds, une couleur noire et une vitesse étonnante. À côté d'elles, on décrit une incroyable abondance d'or, qu'elles gardent avec diligence. »

Au XIIIe siècle, Brunetto Latini y consacre une entrée dans son encyclopédie Li livres dou Tresor (de) :
— Brunetto Latini, traduction par Gabriel Bianciotto, Le Livre du Trésor, livre I, CLXXXVIIII, lire en ligne, en ancien français.

## Réalité historique
Michel Peissel propose que la marmotte de l'Himalaya est peut-être la fourmi chercheuse d'or d'Hérodote. Il aurait confondu le mot persan signifiant « marmotte » avec celui désignant « fourmi des montagnes ».

### Sources anciennes
1. ↑  Hérodote, Histoires [détail des éditions] [lire en ligne], III, 102-105.